# Грем Торілья
Грем Торілья (англ. Graeme Torrilla, нар. 3 вересня 1997, Гібралтар) — гібралтарський футболіст, півзахисник національної збірної Гібралтару та клубу «Лінкольн Ред Імпс».

## Клубна кар'єра
Грем Торілья розпочав виступи на футбольних полях у 2016 році в команді «Лайонс Гібралтар». Наступного року він став гравцем іншого гібралтарського клубу «Монс Кальпе». У січні 2020 року Торілья став гравцем клубу «Лінкольн Ред Імпс». У складі нового клубу футболіст двічі ставав чемпіоном Гібралтару, двічі ставав володарем Кубка Гібралтару, та ще один раз володарем Суперкубка Гібралтару.

## Виступи за збірні
У 2015 році Грем Торілья грав у складі юнацької збірної Гібралтару. У 2017—2018 роках Торілья провів 10 матчів у складі молодіжної збірної Гібралтару. 5 вересня 2020 року Грем Торілья дебютував у складі національної збірної Гібралтару в матчі проти збірної Сан-Марино, і вже в першому матчі відзначився забитим м'ячем, який приніс перемогу гібралтарській збірній. На травень 2023 року зіграв у складі збірної 26 матчів, та відзначився 1 забитим м'ячем.

## Титули і досягнення
- Чемпіон Гібралтару (4):

«Лінкольн Ред Імпс»: 2020-21, 2021-22, 2022-23, 2023-24, 2024-25
- Володар Кубка Гібралтару (3):

«Лінкольн Ред Імпс»: 2021, 2022, 2024
- Володар Суперкубка Гібралтару (2):

«Лінкольн Ред Імпс»: 2022, 2025